# Sagittalata hilaris
Sagittalata hilaris är en insektsart som först beskrevs av Luisa Eugenia Navas 1925.  Sagittalata hilaris ingår i släktet Sagittalata och familjen fångsländor. Inga underarter finns listade i Catalogue of Life.